# Referència
La referència és una relació entre certes expressions i allò del que es parla quan es fan servir tals expressions. El segon objecte al qual es refereix el primer s'anomena referent del primer objecte.
Les referències poden prendre moltes formes, incloent: un pensament, una percepció sensorial, és a dir, audible (onomatopeies), la percepció visual l'olfactiva, o la tàctil, l'estat emocional, la relació amb altres, la coordinació de l'espai temps, la simbòlica o l'alfanumèrica, un objecte físic o una projecció d'energia.
En alguns casos s'utilitzen mètodes per amagar les referències, com ocorre en la criptografia.
Alguns dels candidats més naturals a expressions que fan referències són:
- Els noms propis, com "Alexandre Magne", "Pegàs" o "Homer".
- Les descripcions definides, com "el tercer planeta a partir del Sol", "el cavall alat" i "l'actual rei de França"
- Els predicats com "quars", "or" i "tigre" que refereixen a classes naturals.
- Les expressions com "tu", "jo", "ell", "això" i "aqueix", que en anglès s'anomenen indexicals, i que es caracteritzen pel fet que el seu referent varia depenent del context.

El mecanisme pel qual una expressió és capaç de referir és tema d'un profund debat filosòfic.
- Referència bibliogràfica és un conjunt mínim de dades que permet la identificació d'una publicació o una part d'ella.